# Našice
Našice er en by i Osijek-Baranja distrikt i Kroatien. I byen er der 8.173 indbyggere. I kommunen er der cirka 17.320 indbyggere. 87% af dem er kroatere. Byen ligger i den nordlige bjergkæde, som udspringer af Krndija-bjerget i det østlige Slavonien, 51 km fra Osijek; højden er 157 m.